# Ivan Quaranta
Ivan Quaranta (Crema, Llombardia, 14 de desembre de 1974) és un ciclista italià, ja retirat, que fou professional del 1996 al 2008. Bon esprintador, en el seu palmarès destaquen sis victòries d'etapa al Giro d'Itàlia, dues el 1999, dues el 2000 i dues més el 2001. Combinà la ruta amb la pista, modalitat en la què guanyà quatre curses de sis dies i el campionat del món júnior en velocitat.
El 2017 es va incorporar a l'equip Colpack com a director esportiu. El 2022 exercia d'instructor a l'escola nacional de ciclisme en pista.

## Palmarès en ruta
- 1998
  - Vencedor d'una etapa del Tour de Normandia
  - Vencedor d'una etapa de l'Olympia's Tour
  - Vencedor de 2 etapes de la Volta a Sèrbia
- 1999
  - Vencedor de 2 etapes del Giro d'Itàlia
  - Vencedor d'una etapa del Tres dies de De Panne
  - Vencedor d'una etapa del Giro dels Abruços
  - Vencedor de 2 etapes de la Ruta Mèxic
- 2000
  - Vencedor de 2 etapes del Giro d'Itàlia
  - Vencedor de 3 etapes del Tour de Langkawi
  - Vencedor d'una etapa de la Setmana Ciclista Lombarda
- 2001
  - Vencedor de 2 etapes del Giro d'Itàlia
  - Vencedor d'una etapa del Tour de Langkawi
  - Vencedor d'una etapa de la Setmana Internacional de Coppi i Bartali
  - Vencedor d'una etapa de la Volta als Països Baixos
- 2002
  - Vencedor d'una etapa del Tour de Qatar
  - Vencedor d'una etapa de la Volta a Suècia
  - Vencedor d'una etapa de la Regio-Tour
  - 1r a A través de Gendringen
- 2003
  - Vencedor d'una etapa del Tour de Qatar
  - Vencedor d'una etapa de la Setmana Internacional de Coppi i Bartali
  - Vencedor d'una etapa de la Volta a Alemanya
  - Vencedor d'una etapa de la Brixia Tour
- 2004
  - Vencedor d'una etapa del Tour de Langkawi
  - Vencedor d'una etapa de la Setmana Ciclista Lombarda
- 2007
  - Vencedor d'una etapa de la Setmana Ciclista Lombarda

### Resultats al Giro d'Itàlia
- 1999. Abandona (13a etapa). Vencedor de 2 etapes
- 2000. Abandona (14a etapa). Vencedor de 2 etapes
- 2001. 129è de la classificació general. Vencedor de 2 etapes
- 2002. Abandona (12a etapa)
- 2004. Abandona (10a etapa)
- 2005. Abandona (7a etapa)

### Resultats a la Volta a Espanya
- 2002. Abandona (5a etapa)

## Palmarès en pista
- 1992
  -  Campió del món júnior en Velocitat
- 2001
  - 1r als Sis dies de Torí (amb Marco Villa)
  - 1r als Sis dies de Fiorenzuola d'Arda (amb Marco Villa)
- 2002
  - 1r als Sis dies de Torí (amb Marco Villa)
- 2004
  - 1r als Sis dies de Torí (amb Marco Villa)
- 2007
  -  Campió d'Itàlia de velocitat per equips (amb Marco Brossa i Roberto Chiappa)

### Resultats a laCopa del Món
- 2000
  - 1r a Ciutat de Mèxic, en Persecució per equips